# 王己千
王己千（C. C. Wang，1907年—2003年7月3日）是一位中国画家。原名王季遷、季铨。十五歲隨畫家顧麟士（1865-1933）習畫。是著名的中国画家、古书画鉴定家、大收藏家（尤其精于中国古代绘画和手法），收藏了大量国宝级中国字画的孤品。

## 生平
1907年生於江蘇省吳縣，因在家中排行第四，徒簡單，借用了中國一句俗語"人十之、己千之"，意謂人家遍就行，我要一千遍才行，所以把自己的名字改成了"王己千"。1932年，進上海東吳大學攻讀，並從著名畫家吳湖帆習畫及研究鑒賞。1940年，王己千和維多利亞-孔達（Victoria Contag）在上海共同編著了《明清畫家印鑒》，其書的出版對西方人瞭解中國藝術做出了巨大貢獻。1947年，於美國研究西方油畫藝術。1950年，於紐約一名為“藝術學生聯盟”的藝術學校學習西方繪畫的技法。1962年，擔任香港中文大學藝術系主任 (大概有兩年時間)，並教授中國畫。1965年，與張大千遊歷歐洲各國。1980年，被蘇富比國際拍賣公司聘為中國畫部特別顧問。1986年，擔任上海中國畫院名譽畫師。1991年，獲紐約議員葛漠頒發亞裔傑出人士“風雲人物獎”。1993年，又獲紐約市頒贈榮譽獎狀，以表揚其藝術成就。1988-1997年分別在華盛頓、紐約、香港、台北、三藩市等城市舉行個人書畫展。1997-1999年亦於中國遼寧、廣州、香港及美國多個城市舉行聯合書畫展。
2003年在美國紐約病逝，他的子女後來因為遺產分配問題而起爭執。

## 著作
著作有《王己千書畫》、《王己千山水畫冊》及《胸中丘壑》，而合編則有《明清畫家印鑑》。

## 相關著作
徐小虎著《畫語錄：王季遷教你看懂中國書畫》